# Checoslovaquia en los Juegos Paralímpicos de Innsbruck 1988
Checoslovaquia estuvo representada en los Juegos Paralímpicos de Innsbruck 1988 por cuatro deportistas, tres hombres y una mujer. El equipo paralímpico checoslovaco no obtuvo ninguna medalla en estos Juegos.